# والي وير
والي وير هو لاعب هوكي الجليد كندي، ولد في 3 يونيو 1954 في مونتريال في كندا.

## وصلات خارجية
- والي وير على موقع دوري الهوكي الوطني (الإنجليزية)
- والي وير على موقع قاعة مشاهير الهوكي (لاعب أن.إتش.أل) (الإنجليزية)
- والي وير على موقع EliteProspects.com (الإنجليزية)
- والي وير على موقع HockeyDB.com (الإنجليزية)
- والي وير على موقع Hockey-Reference.com (الإنجليزية)